# Pizzo di Cassimoi
Il Pizzo di Cassimoi (3.129 m s.l.m.) è una montagna delle Alpi dell'Adula nelle Alpi Lepontine.

## Descrizione
Si trova in Svizzera tra il Canton Ticino ed il Canton Grigioni. Si può salire sulla vetta partendo dal Lago di Luzzone e passando dalla Capanna Scaradra (2.173 m s.l.m.). Il sentiero non è marcato con segnavia e richiede una certa conoscenza dell'ambiente alpino, pur non presentando difficoltà particolari.